# Miroirs no 3
Pour plus de détails, voir Fiche technique et Distribution.
Miroirs no 3 est un film dramatique allemand réalisé par Christian Petzold et sorti en 2025.
Ce drame met en scène une jeune pianiste qui, après la mort accidentelle de son compagnon, trouve refuge dans une famille qu'elle ne connaît pas. Très vite, elle découvre de sombres secrets de famille et remet en question les motivations apparemment honorables qui lui sont présentées. Les rôles principaux sont tenus par Paula Beer, Barbara Auer, Matthias Brandt et Enno Trebs. Le titre du film fait référence à la pièce pour piano éponyme de Maurice Ravel. La première projection du film a lieu dans le cadre de la Quinzaine des cinéastes au Festival international du film de Cannes. Une sortie régulière en Allemagne est prévue pour début octobre 2025.

## Synopsis
Laura, pianiste ambitieuse, étudie à l'Université des arts de Berlin. Elle a l'impression que la musique et sa vie lui échappent. Alors que la jeune femme fait une excursion dans la campagne environnante avec son compagnon, celui-ci perd le contrôle de sa voiture. Alors que Laura sort indemne de ce grave accident, son petit ami perd la vie. La famille d'une femme qui a assisté à la scène accueille Laura chez elle. Dans leur maison en bordure d'un hameau, elle trouve refuge, réconfort et soutien. Tant Laura que la famille, à première vue malheureuse, commencent à s'épanouir et une cohabitation s'installe. Mais Laura découvre bientôt de sombres secrets et doit se rendre à l'évidence : quelque chose ne va pas dans la famille. Les raisons qui les poussent à s'occuper d'elle ne sont pas aussi honorables qu'il n'y paraît,,.

## Fiche technique
- Titre original : Miroirs no 3[4]
- Réalisation : Christian Petzold
- Scénario : Christian Petzold
- Photographie : Hans Fromm
- Sociétés de production : Schramm Film Koerner Weber Kaiser GbR (Berlin)
- Format : couleurs
- Pays de production :  Allemagne
- Langue originale : allemand
- Genre : drame
- Durée : 86 minutes
- Dates de sortie : 
  - France : 17 mai 2025 (Festival de Cannes 2025) ; 27 août 2025 (sortie nationale)[5]
  - Allemagne : 2 octobre 2025 (sortie nationale)[4]

## Distribution
- Paula Beer : Laura
- Barbara Auer :
- Matthias Brandt :
- Enno Trebs (de) :

## Production
Pour Christian Petzold, Miroirs no 3 est le 19e long métrage réalisé en tant que réalisateur et scénariste. Le titre fait référence au morceau Une barque sur l'océan du cycle pour piano Miroirs de Maurice Ravel, l'une des œuvres clefs de l'impressionnisme français. Son équipe de producteurs de longue date, composée de Florian Koerner von Gustorf, Michael Weber et Anton Kaiser (Schramm Film Koerner Weber Kaiser GbR), est à nouveau intervenue sur le projet. Petzold a également engagé Paula Beer dans le rôle principal de Laura, Barbara Auer, Matthias Brandt et Enno Trebs (de), des acteurs avec lesquels il avait déjà collaboré sur des projets cinématographiques ou télévisuels. Beer avait tenu des rôles principaux dans ses trois dernières productions cinématographiques,Transit (2018), Ondine (2020) et Le Ciel rouge (2023). Lors du tournage, elle a été aidée par la pianiste de concert berlinoise Adriana von Franqué, qui a également enregistré pour le film le morceau de musique qui donne son titre au film ainsi que le Prélude no 4 de Frédéric Chopin.
Pour Barbara Auer, il s'agissait de sa septième coopération avec Petzold, après les films Contrôle d'identité (2000), Yella (2007) et Transit, ainsi que trois épisodes de la série policière Polizeiruf 110 (Kreise, 2015 ; Wölfe, 2016 ; Tatorte, 2018), dans laquelle elle était apparue aux côtés de Matthias Brandt. Brandt avait en outre tenu un rôle secondaire dans Le Ciel rouge. Pour Enno Trebs, il s'agissait de leur troisième collaboration après une figuration en tant que serveur dans Ondine et un rôle secondaire dans Le Ciel rouge.

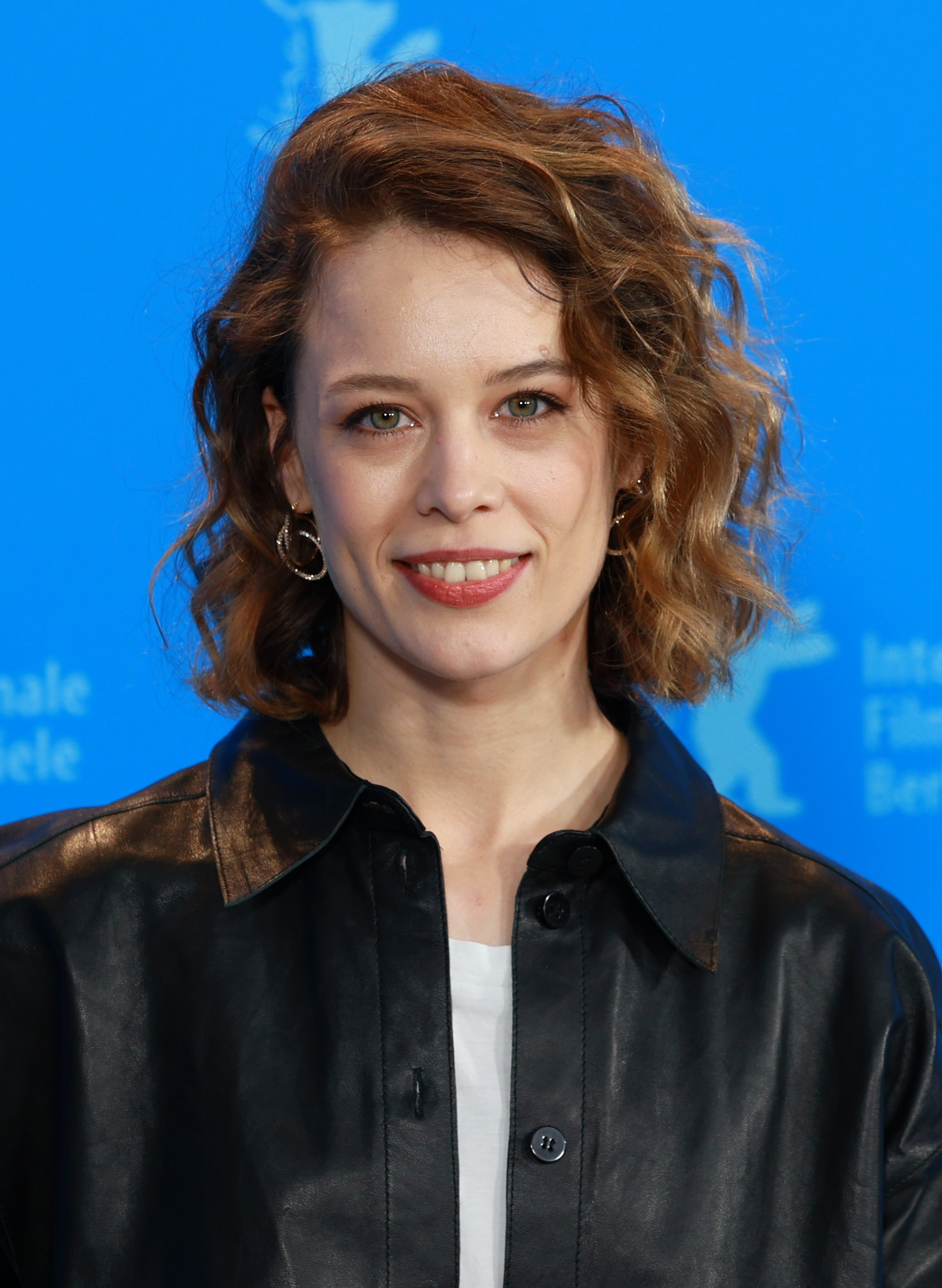
Paula Beer (2023)
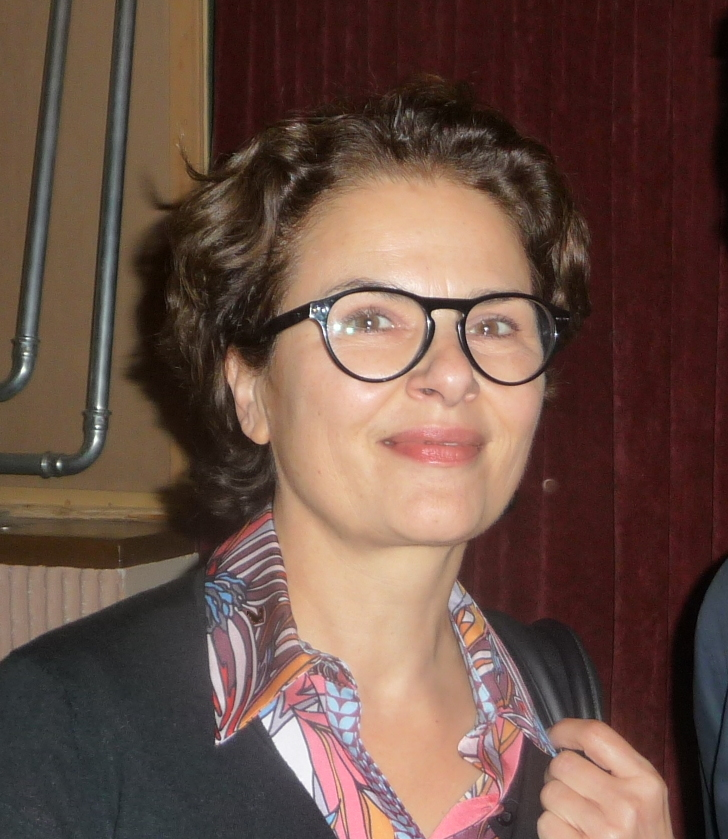
Barbara Auer (2018)
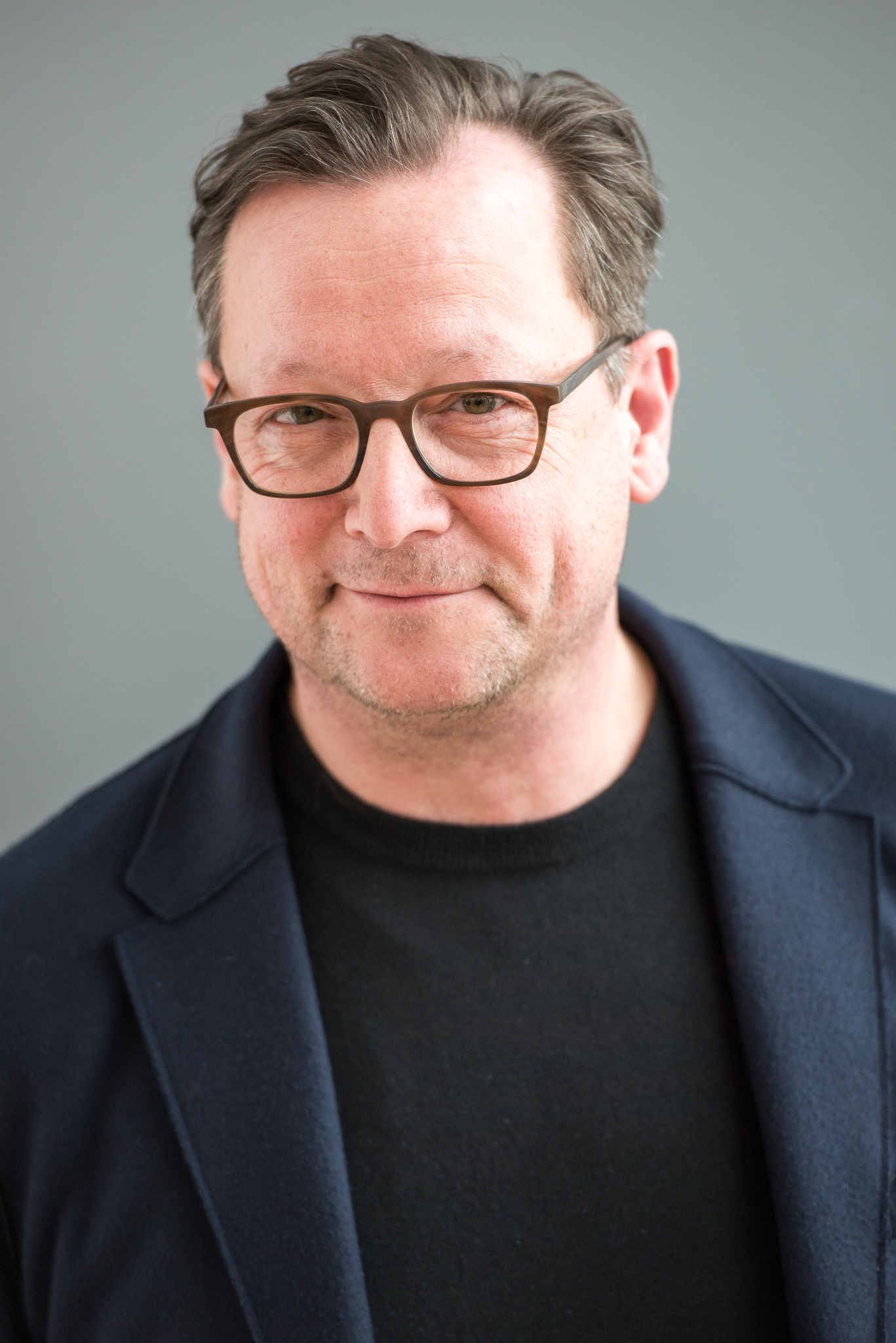
Matthias Brandt (2016)

Le tournage s'est déroulé de fin août à début octobre 2024 à Berlin et en Uckermark dans le Brandebourg. Hans Fromm, compagnon de longue date de Petzold, est de nouveau chef opérateur pour ce film.

## Distinctions

### Sélections
- Festival de Cannes 2025 : sélection officielle, Quinzaine des cinéastes